# Горна Штубня (район Турчьянске Теплице)

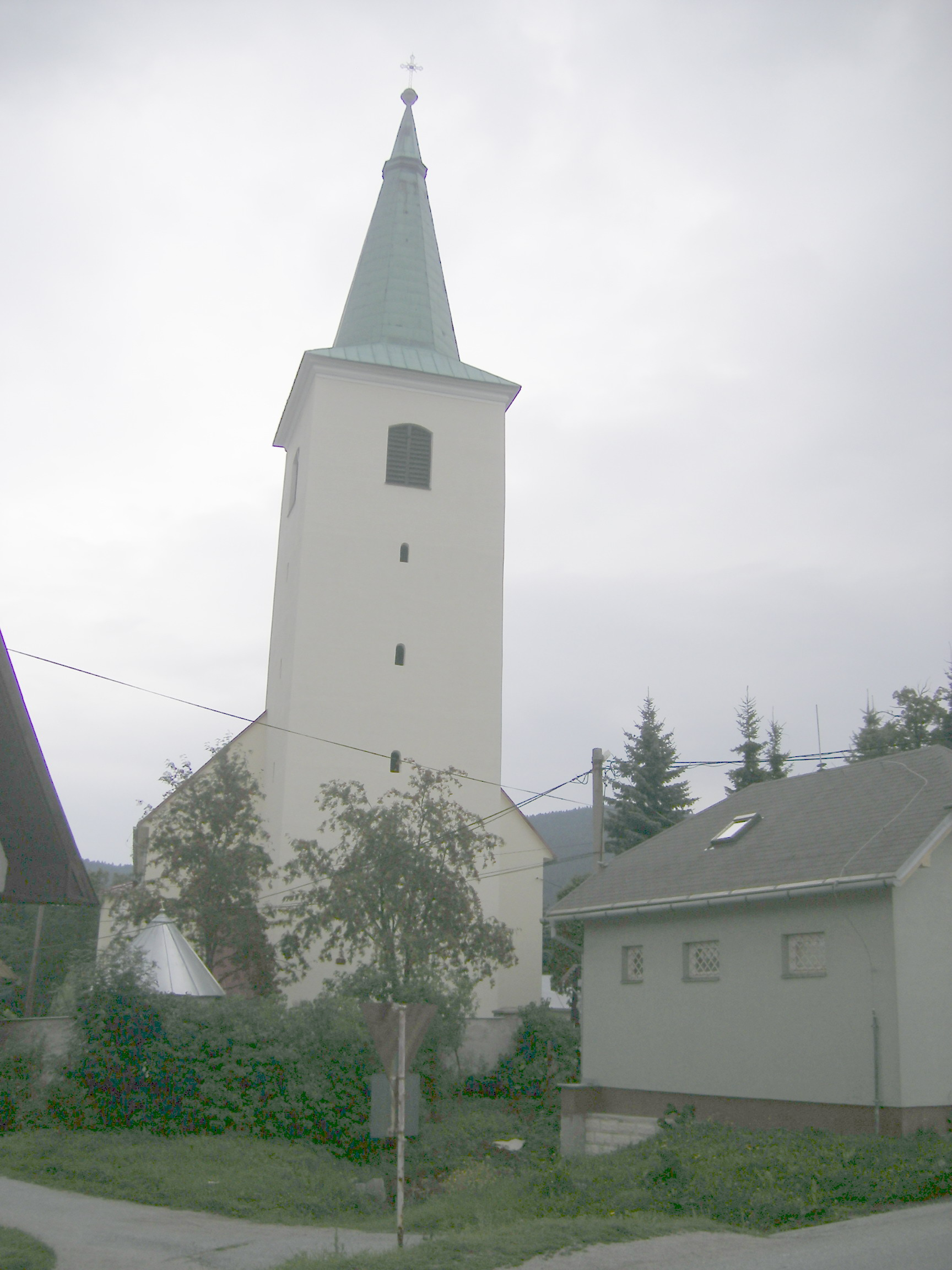
Костёл

Горна Штубня (словац. Horná Štubňa) — деревня в районе Турчьянске Теплице Жилинского края Словакии.
Расположена в историческом регионе Хауэрланд, существовавшим с XIV века до 1945 года на территории современной центральной Словакии с преимущественно немецким населением, часть которого проживает здесь до сих пор.
Находится в 15 км севернее г. Кремница и 30 км южнее г. Мартин на высоте 627 м. Площадь – 31.388 кв.км. Курортная зона.

## Население
| Год:                | 1994 | 2004    | 2014    | 2024    |
| ------------------- | ---- | ------- | ------- | ------- |
| Количество человек: | 1578 | 1610    | 1632    | 1627    |
| Разница:            |      | +2,02 % | +1,36 % | −0,30 % |

Население в 2021 году составляло 1621 человек.

## Историк
Впервые упоминается в 1390 году. В 1945 году основная часть немецкого населения была выселена.

## Достопримечательности
- Римской-католическая церковь св. Анны 1650 года.

## Известные уроженцы
- Вашариова, Эмилия (род.1942) – Заслуженная артистка Чехословакии (1978). Лауреат Государственной премии ЧССР (1970).